# Cyklamennarciss
Cyklamennarciss (Narcissus cyclamineus) är en amaryllisväxtart som beskrevs av Dc.. Enligt Catalogue of Life ingår Cyklamennarciss i släktet narcisser, och familjen amaryllisväxter, men enligt Dyntaxa är tillhörigheten istället släktet narcisser, och familjen amaryllisväxter. IUCN kategoriserar arten globalt som livskraftig. Arten har ej påträffats vildväxande i Sverige men olika sorter av den odlas i trädgårdar. Inga underarter finns listade i Catalogue of Life.

## Bildgalleri

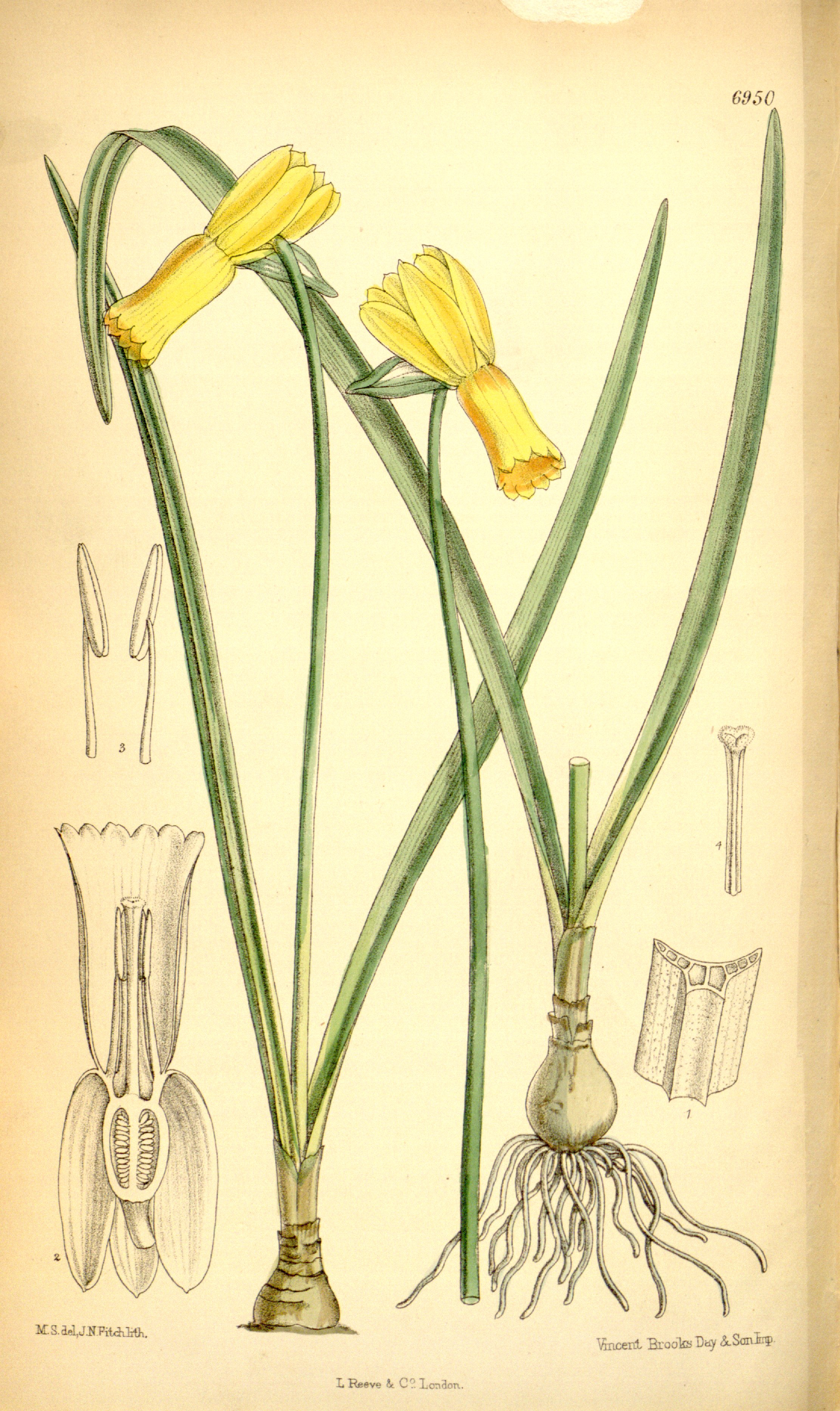
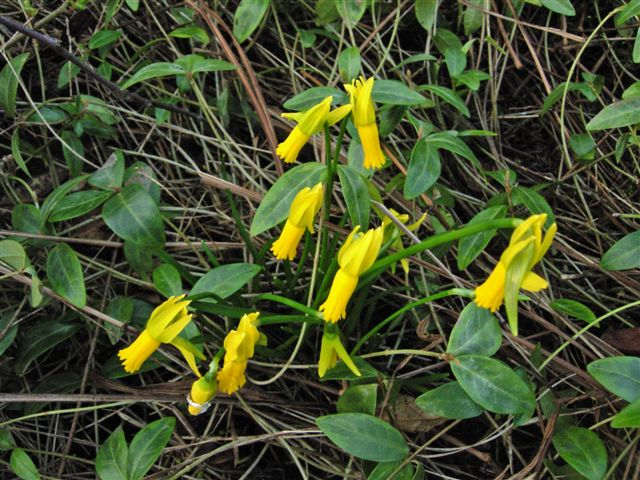
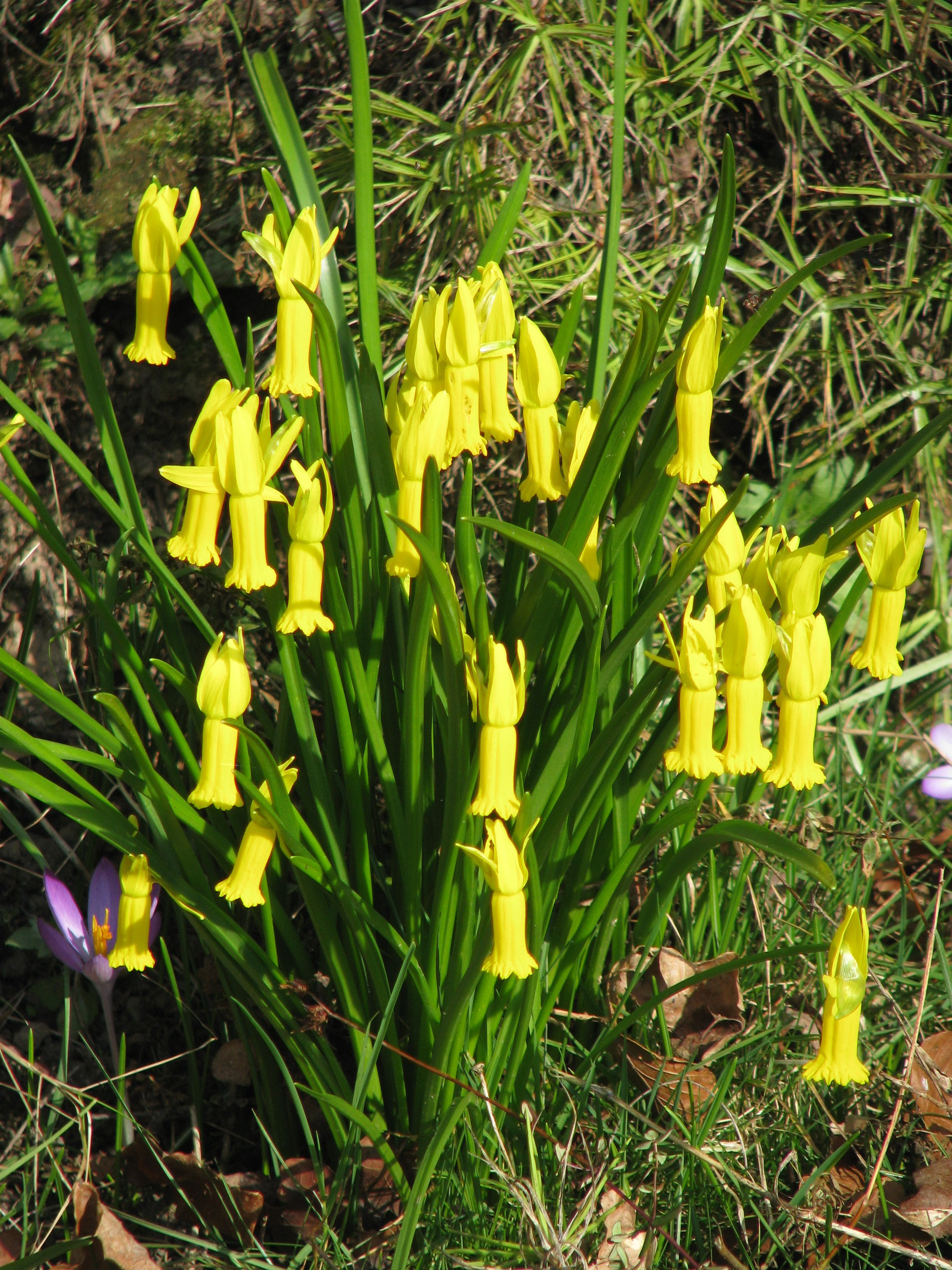
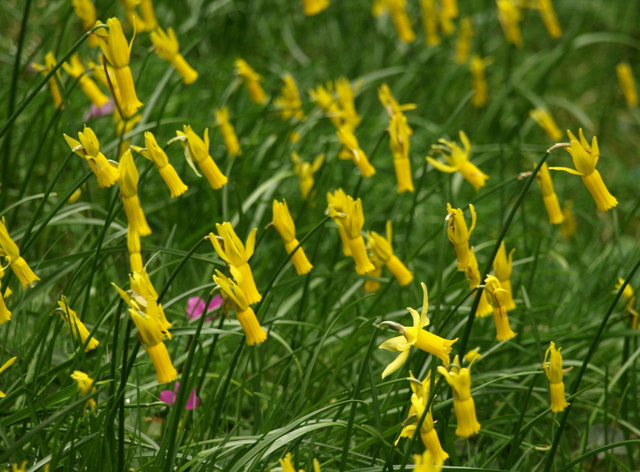
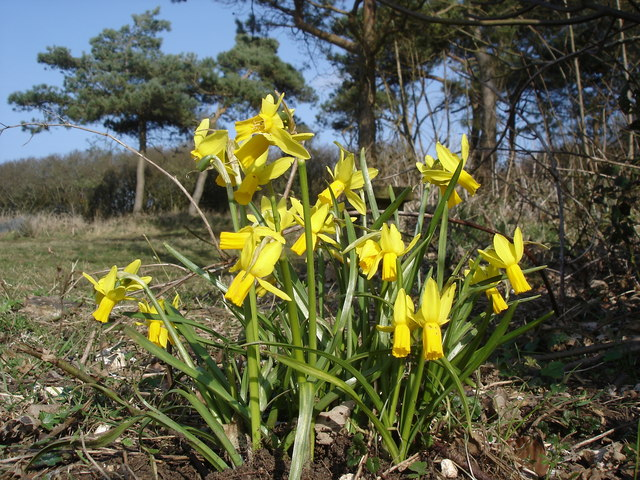
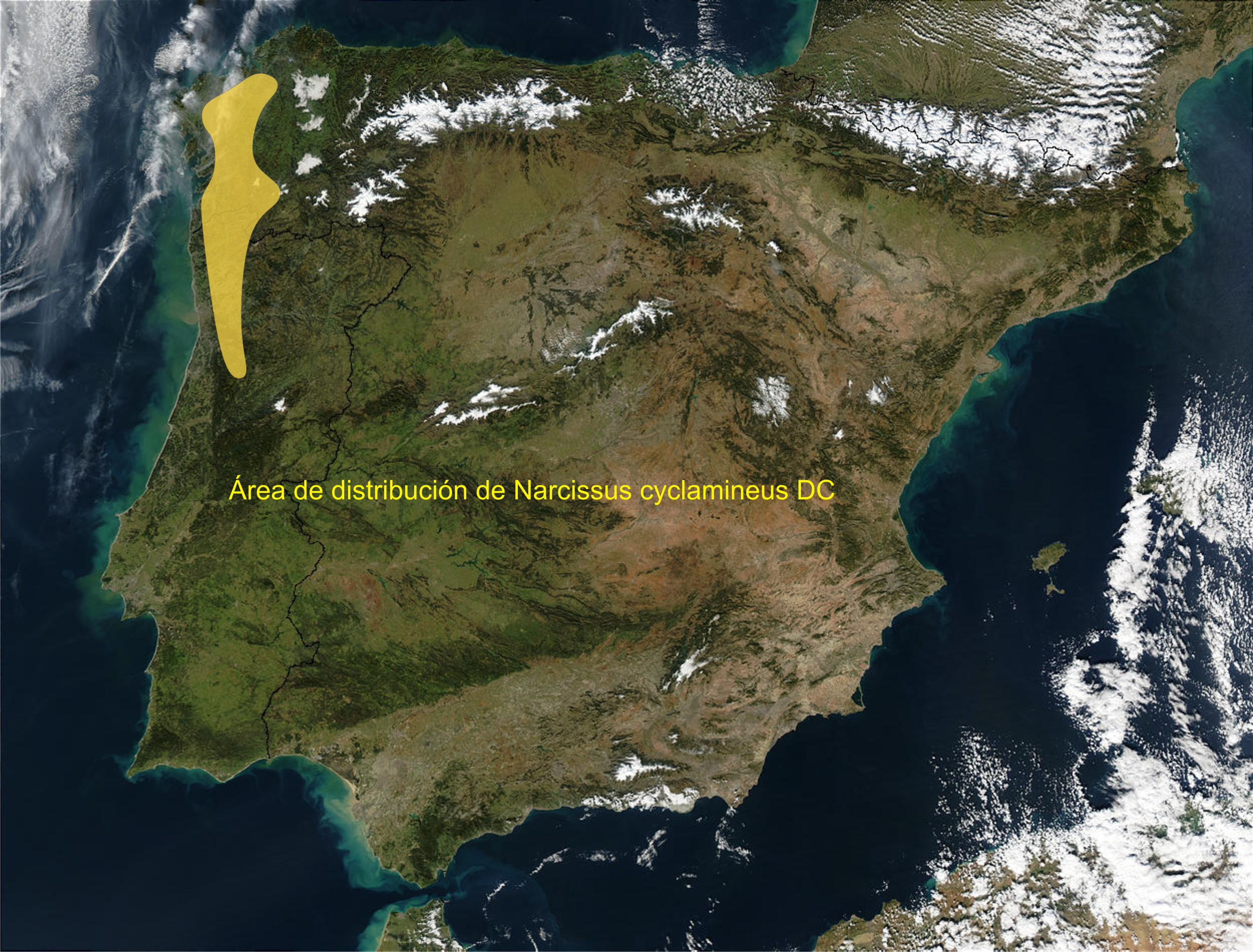